# NGC 6620
NGC 6620 – mgławica planetarna położona w gwiazdozbiorze Strzelca. Została odkryta 3 września 1880 roku przez Edwarda Pickeringa.